# Mokopuna
Mokopuna – jedna z trzech niewielkich wysp położonych w Porcie morskim Wellington w Nowej Zelandii. Ma ok. 200 m długości i ok. 80 m szerokości. Leży na północ od wyspy Matiu/Somes, od której jest oddzielonej kanałem o szerokości 50 metrów. Jest siedliskiem ptaków (najczęściej spotykany na wyspie gatunek to pingwinek mały).